# 경화능
경화능(hardenability)은 열처리에 금속이 얼마 깊이까지 단단해지는지의 지표이다. 자국이나 스크래치에 대한 견본의 저항의 측정을 의미하는 굳기와는 구별된다. 물질의 용접을 쉽게 하는 용접성의 반비례 관계에 있기 때문에 용접의 중요한 특성으로 간주된다.